# Broadwood Stadium
Broadwood Stadium stadion piłkarski, położony w szkockim mieście Cumbernauld, Wielka Brytania. Oddany został do użytku w 1995 roku. Od tego czasu swoje mecze na tym obiekcie rozgrywa zespół Clyde F.C. Jego pojemność wynosi 8 029 miejsc.